# Uncarina stellulifera
Uncarina stellulifera ist eine Pflanzenart aus der Gattung Uncarina in der Familie der Sesamgewächse (Pedaliaceae).

## Beschreibung
Uncarina stellulifera wächst als kleiner Baum und wird bis 3,5 Meter hoch. Er bildet mit aufstrebenden Ästen eine annähernd dichte Krone aus. Die eiförmig bis dreieckigen Blattspreiten werden 12 auf 10 Zentimeter groß. Es werden 3 undeutliche Lappen ausgebildet und der Blattrand ist ganzrandig. Auf der grünen Blattoberseite stehen nur wenige kurz gestielte Schleimdrüsen mit einem sternförmigen Kopf und nur einzelne einfache Haare, welche selten einen reduzierten Kopf besitzen. Die Blattunterseite erscheint durch die dichte Bedeckung mit kurz gestielten Schleimdrüsen mit deutlich sternförmigen Kopf gräulich grün. Entlang der Blattadern stehen einzelne Schleimdrüsen mit kugeligem Kopf und einfache Haare.
Der Blütenstand besteht aus Cymen mit 1 bis 2 Einzelblüten, die keine dichten Büschel ausbilden. Die zartrosa bis etwas purpurn gefärbten Blüten besitzen eine rote Schlundöffnung von der aus sich rote Linien bis zu den Kronlappen ziehen und dort verblassen. Die Blütenröhre wird etwa 4,5 Zentimeter lang.
Die Frucht ist nicht seitlich zusammengedrückt und besitzt damit einen fast kreisrunden Querschnitt. Bei der seitlichen Ansicht ist sie eiförmig und mit einem langen, stumpfen und ausgerandeten Schnabel versehen. Auf der bis 4 bis 5 Zentimeter langen und 1 bis 1,5 Zentimeter breiten Frucht werden zwei verschiedene Stachelformen ausgebildet. Die etwa 5 Stück Hakenstacheln pro Reihe werden bis 30 Millimeter lang und überragen den Schnabel nicht. Es werden sehr viele einfache Stacheln ausgebildet und diese sind oft zu kleinen Höckern umgebildet. Es werden vollständige falschen Scheidewände ausgebildet. Die verkehrt-eiförmigen Samen werden 6 Millimeter lang und 4 Millimeter breit und besitzen 0,5 Millimeter große Flügel.

## Verbreitung und Systematik
Uncarina stellulifera ist endemisch in Süd-West-Madagaskar, im Süd-Westen der Provinz Toliara, zwischen Kalkfelsen verbreitet. Die Art besitzt ein relativ kleines Verbreitungsgebiet und hat mit Uncarina abbreviata einige Merkmale gemeinsam. Sie unterscheiden sich aber bei den Früchten deutlich.
Die Art steht auf der Roten Liste der IUCN und gilt als potenziell gefährdet (Near Threatened).
Die Erstbeschreibung der Art erfolgte 1962 durch Jean-Henri Humbert.